# Купрес
Купрес (хорв. і босн. Kupres) — містечко в Боснії і Герцеговині, на території Федерації Боснія і Герцеговина, на самій півночі Лівненського кантону. Адміністративний центр однойменної громади. Відоме як місце зимового туризму, популярний в Боснії і Герцеговині, Хорватії (передовсім, у Далмації) та сусідніх країнах гірськолижний осередок.